# Gumawang (Belitang)
Gumawang is een bestuurslaag in het regentschap Ogan Komering Ulu van de provincie Zuid-Sumatra, Indonesië. Gumawang telt 6393 inwoners (volkstelling 2010).